# Fornegyptiska medicinska papyrer

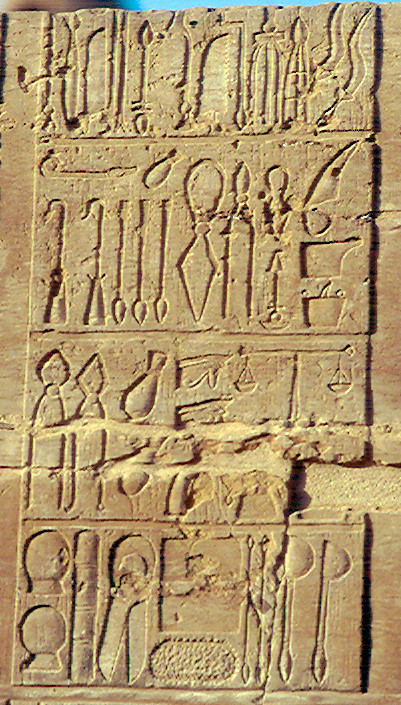
Fornegyptiska kirurgiska instrument, Kom Ombo-templet.

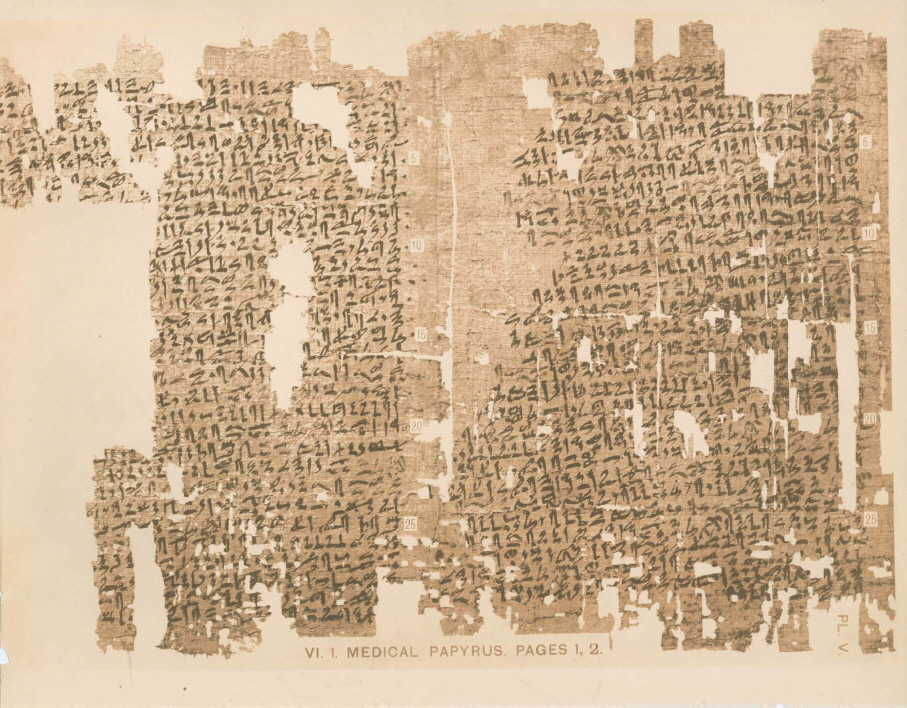
Kahun-papyrusen VI 1.

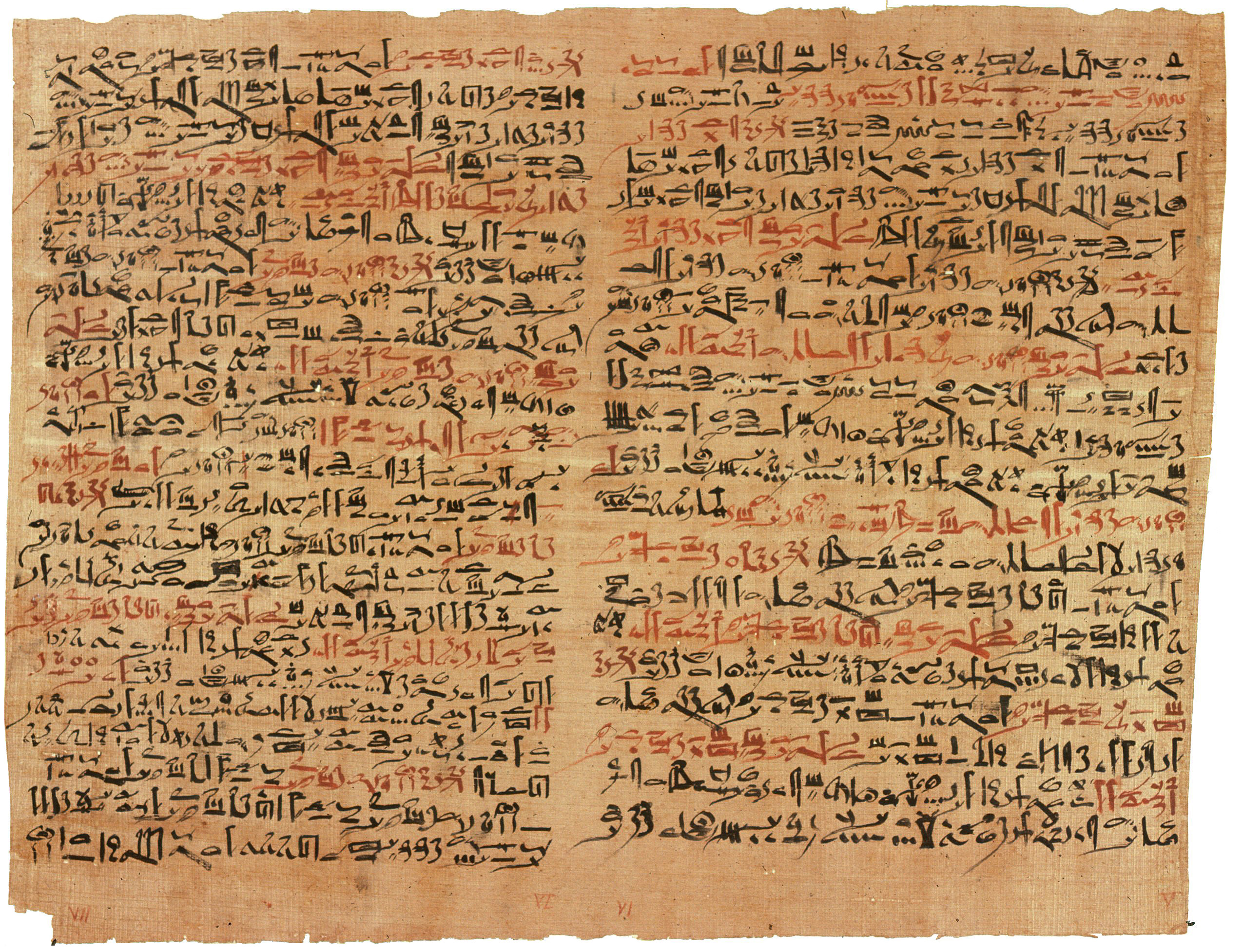
Edwin Smith-papyrusen.

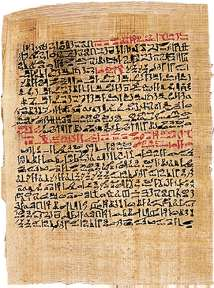
Ebers-papyrusen.

De Fornegyptiska medicinska papyri är papyrusfynd från Forntida Egypten och antikens Egypten och innehåller de äldsta bevarade skrifter om medicin. Manuskripten upptäcktes på olika fyndplatser i Egypten och de äldsta dateras till cirka 1900-talet f.Kr. Idag förvaras de på olika institutioner världen över.

## Bakgrund
Vanligen tillskrivs uppkomsten av läkekonsten till antikens Grekland men grekerna fick sina kunskaper från egyptiska läkare (kallades wab sekhmet). De första bevarade dokumenterade medicinska forskningar utfördes redan i forntidens Egypten där de äldsta manuskripten dateras till cirka 1900-talet f.Kr. Det fanns såväl anatomiska kunskaper, hygieniska kunskaper, diagnostiska metoder och behandlingar av olika medicinska och kirurgiska tillstånd. De bevarade manuskripten utgör ofta troligen avskrifter av ännu äldre manuskript:
Den fornegyptiska medicinvetenskapen var effektiv och tämligen exakt, vissa ämnen i fornegyptiska mediciner används än idag.

## Manuskripten
De bevarade manuskripten täcker olika områden, bland de mest betydande papyri finns:
- Kahun-papyrusen
  - dateras till cirka 1900 f.Kr. kring Egyptens tolfte dynasti
  - innehåller texter om gynekologi (även veterinärmedicin och matematik), den äldsta medicinska papyrusen
  - upptäckt 1889 vid utgrävningar kring al-Lahun nära al-Fayyūm
  - förvaras idag på University College, London

- Ramesseum papyri
  - dateras till cirka 1800 f.Kr. kring Egyptens tolfte dynasti
  - innehåller texter om barnfödsel, gynekologi, ögonsjukdomar och barnsjukdomar
  - upptäckt kring 1895 vid utgrävningar kring Ramesseumtemplet nära Luxor
  - förvaras idag på Oriental Faculty vid Oxfords universitet, Oxford

- Edwin Smith-papyrusen
  - dateras till cirka 1600 f.Kr. kring Egyptens trettonde dynasti
  - innehåller texter om skador på skalle och bröstkorg, den äldsta kirurgiska papyrusen
  - det är okänt när papyrusen upptäcktes, 1862 köptes papyrusrullen av amerikanske Edwin Smith i Egypten
  - förvaras idag på New York Academy of Medicine, New York

- Ebers-papyrusen
  - dateras till cirka 1550 f.Kr. kring Egyptens femtonde dynasti
  - innehåller texter om sjukdomar och behandlingar, den mest omfattande medicinska papyrusen
  - det är okänt när papyrusen upptäcktes, 1872 köptes papyrusrullen av tyske Georg Ebers i Thebe
  - förvaras idag på Leipzigs universitet, Leipzig

- Hearst-papyrusen
  - dateras till cirka 1550 f.Kr. kring Egyptens femtonde dynasti
  - innehåller texter om sjukdomar och behandlingar, smärtor, tandbesvär och sårvård
  - upptäckt 1901 vid utgrävningar kring Deir el-Ballas norr om Thebe
  - förvaras idag på Bancroft Library vid University of California, Berkeley

- London-papyrusen
  - dateras till cirka 1350 f.Kr. kring Egyptens artonde dynasti
  - innehåller texter om sjukdomar och behandlingar, smärtor, tandbesvär och sårvård, blandad med trollformler
  - det är okänt när papyrusen upptäcktes, 1860 donerades papyrusrullen av Royal Institute of London till British Museum
  - förvaras idag på British Museum, London

- Berlin-papyrusen
  - dateras till cirka 1350 f.Kr. kring Egyptens nittonde dynasti
  - innehåller texter om anatomi, sjukdomar och behandlingar, obstetrik, gynekologi, första omnämnande av graviditetstest
  - upptäckt kring 1800 vid utgrävningar kring Sakkara nära Kairo
  - förvaras idag på Ägyptisches Museum, Berlin

- Carlsberg VIII-papyrusen
  - dateras till cirka 1200 f.Kr. kring Egyptens nittonde dynasti
  - innehåller texter om ögonsjukdomar, gynekologi, obstetrik och graviditet
  - det är okänt när papyrusen upptäcktes, tillhör Papyrus Carlsbergsamlingen som sammanställdes 1930 genom medel från Carlsbergfonden
  - förvaras idag på Egyptiska institutionen vid Köpenhamns universitet, Köpenhamn

- Chester Beatty papyri
  - dateras till cirka 1200 f.Kr. kring Egyptens nittonde dynasti
  - innehåller texter om sjukdomar i anus och ändtarm, djurbett, bukbesvär och huvudvärk
  - upptäckt 1928 vid utgrävningar kring Deir-el-Medineh nära Thebe
  - förvaras idag på British Museum, London

- Brooklyn-papyrusen
  - dateras till cirka 350 f.Kr. kring Egyptens trettionde dynasti
  - innehåller texter om behandlingar av ormbett och insektsbett
  - det är okänt när papyrusen upptäcktes, i början på 1930-talet donerades papyrusrullen av Theodora Wilbour till Brooklyn Museum
  - förvaras idag på Brooklyn Museum, New York

## Historia
De bevarade manuskripten är uppkallade dels efter den ursprunglige ägaren (till exempel Edwin Smith-papyrusen), fyndplatsen (till exempel Kahun-papyrusen), platsen där de förvaras idag (till exempel Berlin-papyrusen) eller efter den som publicerade den första studien om manuskriptet (till exempel Ebers-papyrusen).
En omfattande studie av de bevarade medicinska papyri gjordes i Berlin under 1950-talet av tyske egyptologen Hermann Grapow som publicerade sina resultat i flera böcker, däribland "Grundriss der Medizin der alten Ägypter".